# THC Rot-Weiß Bergisch Gladbach
Der Tennis- und Hockey-Club Rot-Weiß Bergisch Gladbach ist ein Sportverein aus Bergisch Gladbach, der im Juni 1926 gegründet wurde. Erst als reiner Tennisclub (TC Rot-Weiß Bergisch Gladbach), 1959 schließt sich die Hockeyabteilung an.
12 Sandplätze, 1 Outdoor-Padelplatz sowie ein eigenes großes Clubhaus mit Restaurant gehören zum THC. 
Die angeschlossenen Hallen werden von einem Drittbetreiber unterhalten. Sie beherbergen 4 Tennisplätze (Teppich) und mehrere Padelplätze.
Der Hockey-Kunstrasenplatz gehört zwar der Stadt Bergisch Gladbach, der THC ist aber alleiniger Pächter, da er den Bau mit erheblichen finanziellen Eigenleistungen unterstützt hat.

## Geschichte

### Gründungsjahre
Im Juli 1926 wurde der Tennisclub TC Rot-Weiß Bergisch Gladbach von zehn Tennisspielern gegründet. Zu Beginn wurde an der Bergisch Gladbacher Zinkhütte gespielt, bis der TC dank der Hilfe der einflussreichen Bergisch Gladbacher Familie Zanders am Gohrsmühlenweg auf zwei Plätzen weiterspielte.

### Nach dem Krieg
Nach der kriegsbedingten Pause spielte man erst einmal Tischtennis, bis im Jahr 1950 vier Tennisplätze am Hallenbad an der Bensberger Straße entstanden. Wieder hatte die Familie Zanders geholfen. 1952 kam ein Clubhaus hinzu. Mit nun über 250 Mitgliedern kamen auch die ersten Erfolge.

### Hockey in Bergisch Gladbach
1959 schloss sich eine Hockeyabteilung an. Der Vereinsname wurde in THC Rot-Weiß Bergisch Gladbach geändert.

### Umzug nach Hebborn
Durch den näherrückenden Ausbau der Bensberger Straße und der auf 450 angewachsenen Mitgliederzahl musste der THC sich 1970 eine neue Heimat suchen. 1975 wurde mit Hilfe von Förderungen von Stadt und Land im Hebborner Feld am Ortsende eine Anlage mit zehn Plätzen, eine Halle mit sieben Plätzen und ein neues Clubhaus errichtet. 1980 kamen weitere vier Sandplätze hinzu, zudem wuchs die Mitgliederzahl auf über 1000.

### Aufstieg der Hockeyabteilung
Der Aufstieg der Hockeyabteilung ist eng geknüpft mit der Einweihung des Kunstrasenplatzes im neu erschlossenen Hermann-Löns-Viertel. Nach 20 Jahren Planung und Vorfinanzierung fanden die Hockeyspieler endlich einen wettbewerbstauglichen Hockeyplatz, nachdem man zuvor auf den Naturrasenplätzen am Stadion gespielt hatte. Die Erwachsenenmannschaften waren längst ins Bundesleistungszentrum in Köln gegangen. Nun gab es endlich wieder richtige Heimspiele.
Am 4. und 5. Mai 2005 wurde der Kunstrasen mit zwei Länderspielen der deutschen Nationalmannschaft gegen die Schweizer Auswahl eingeweiht.
Nach der Eröffnung nahm nicht nur die Zahl an hockeyspielenden Jugendlichen in Bergisch Gladbach auf weit über 200 stark zu, sondern kam auch der Erfolg der Herrenmannschaft auf dem Feld zurück: In nur zwei Jahren gelang der Durchmarsch aus der 1. Verbandsliga in die Regionalliga.
In der Hallensaison 2011/12 gelang dem Team unter Marc Boden der Aufstieg in die WHV Regionalliga.

## Hockey

### Herren
Durch gute Jugendarbeit in den letzten Jahren ist die 1. Herren-Mannschaft seit einigen Jahren wieder auf dem Weg nach oben. In der Hallensaison 2005/06 gelang nach zwei knapp gescheiterten Versuchen nach fünf Jahren die Rückkehr aus der Oberliga in die Regionalliga West. Auf dem Feld gelang dem THC ebenfalls in der Saison 2005/06 der direkte Aufstieg als Aufsteiger aus der Verbandsliga in die Regionalliga West. Leider stieg man durch ungünstige Abstiegskonstellationen als Gesamtsechster direkt wieder ab.
Die 2. Herren-Mannschaft des THC spielt in der Halle in der 1. Verbandsliga und auf dem Feld in der 2. Verbandsliga.
Die 3. Herren-Mannschaft (nur Halle) des THC spielt in der 3. Verbandsliga.

#### Platzierungen von 1992/93 bis 2008/13
| Saison  | Liga                | Platzierung | Auf-/Abstieg    |
| ------- | ------------------- | ----------- | --------------- |
| 1992    |                     |             |                 |
| 1993    |                     |             |                 |
| 1994    |                     |             |                 |
| 1995    |                     |             |                 |
| 1996    |                     |             |                 |
| 1997    |                     |             |                 |
| 1998    |                     |             |                 |
| 1999    |                     |             |                 |
| 2000    |                     |             |                 |
| 2001    | WHV Oberliga        | 6           | Klassenerhalt   |
| 2002    | WHV Oberliga        | 7           | Abstieg         |
| 2003/04 | WHV 1. Verbandsliga | 1 (3)       | Klassenerhalt * |
| 2004/05 | WHV 1. Verbandsliga | 1           | Aufstieg        |
| 2005/06 | WHV Oberliga        | 1           | Aufstieg        |
| 2006/07 | Regionalliga West   | 6           | Abstieg         |
| 2007/08 | WHV Oberliga        | 4           | Klassenerhalt   |
| 2008/09 | WHV Oberliga        |             |                 |

| Saison  | Liga               | Platzierung | Auf-/Abstieg                    |
| ------- | ------------------ | ----------- | ------------------------------- |
| 1992/93 | WHV Oberliga       | 4           | Klassenerhalt                   |
| 1993/94 | WHV Oberliga       | 1           | Aufstieg                        |
| 1994/95 | Regionalliga West  | 5           | Klassenerhalt                   |
| 1995/96 | Regionalliga West  | 3           | Aufstieg                        |
| 1996/97 | 2. Bundesliga Nord | 6           | Abstieg                         |
| 1997/98 | Regionalliga West  | 3           | Klassenerhalt                   |
| 1998/99 | Regionalliga West  | 4           | Klassenerhalt                   |
| 1999/00 | Regionalliga West  | 7           | Klassenerhalt                   |
| 2000/01 | Regionalliga West  | 8           | Abstieg                         |
| 2001/02 | WHV Oberliga       | 5           | Klassenerhalt                   |
| 2002/03 | WHV Oberliga       | 5           | Klassenerhalt                   |
| 2003/04 | WHV Oberliga       | 2           | Klassenerhalt                   |
| 2004/05 | WHV Oberliga       | 2           | Klassenerhalt                   |
| 2005/06 | WHV Oberliga       | 1           | Aufstieg                        |
| 2006/07 | Regionalliga West  | 6           | Klassenerhalt                   |
| 2007/08 | Regionalliga West  | 8           | Abstieg                         |
| 2008/09 | WHV Oberliga       |             |                                 |
| 2009/10 |                    |             |                                 |
| 2010/11 |                    |             |                                 |
| 2011/12 | WHV Oberliga       | 1           | Aufstieg                        |
| 2012/13 | WHV Regionalliga   | -           | beginnt ab dem 9. November 2012 |

* Im Zuge der Saisonumstellung des Deutschen Hockey-Bundes wurde nach der regulären Saison noch eine Auf- und Abstiegsrelegation gespielt.

### Damen
Die Damen spielen auf dem Feld in der Regionalliga. In der Halle in der 2. Bundesliga.
Die zweite Damen Mannschaft spielt in der Halle in der Oberliga. 

### Länderspiele in Bergisch Gladbach
- 4. Mai 2005:  Deutschland –  Schweiz (6:0, Zuschauer: 1500)
- 5. Mai 2005:  Deutschland –  Schweiz (9:0, Zuschauer: 1000)

## Tennis
Die 1. Herren-Mannschaft ist am Samstag, den 14. Januar 2009 in die Oberliga aufgestiegen, stieg allerdings in der folgenden Sommersaison wieder ab.